# بارداس

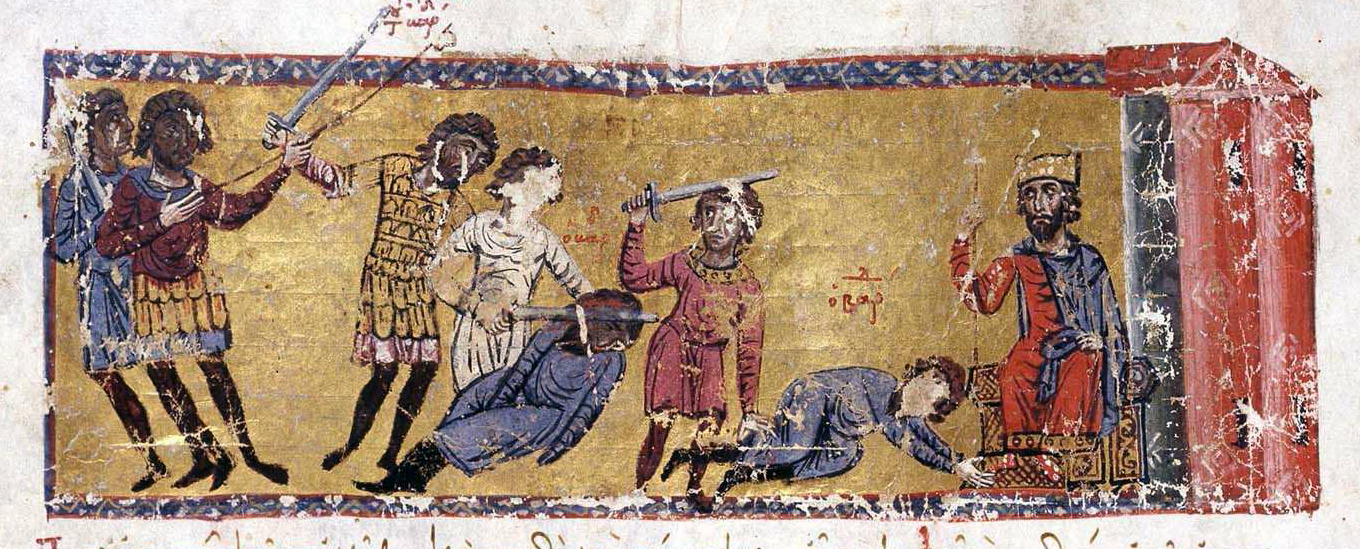
قتل بارداس در حضور میخائیل سوم

بارداس یا ورداس (به یونانی: Βάρδας، مرگ در ۱ اردیبهشت ۲۴۵) دایی و نایب السلطنه میخائیل سوم امپراتور بیزانس بود.

## زندگینامه

### اوایل زندگی
بارداس از خانواده‌ی درونگاریوس مارینوس و تئوکتیست متولد شد و برادر بزرگتر ملکه تئودورا ، همسر امپراتور تئوفیلوس و امپراتور پتروناس بود .  سه خواهر دیگر، ماریا، سوفیا و ایرنه، توسط تئوفانس کونتینوئاتوس ثبت شده‌اند .  این خانواده اصالتاً ارمنی بودند و در پافلاگونیا ساکن شده بودند .  برخی از تبارشناسان مدرن، از جمله سیریل تومانوف و نیکلاس آدونتز ، پیوند خانواده‌ی بارداس را با طایفه‌ی اشراف ارمنی مامیکونیان مطرح کرده‌اند . با این حال، به گفته‌ی نینا گارسویان در فرهنگ لغت بیزانس آکسفورد ، "هرچند جذاب است، اما این فرضیه به دلیل کمبود منابع قابل اثبات نیست." 
در سال ۸۳۷، تئوفیلوس او را به مقام پاتریکیوس ارتقا داد و او را به همراه ژنرال تئوفوبوس به لشکرکشی علیه آباسگی‌ها فرستاد ، اما بیزانسی‌ها شکست خوردند.  با مرگ تئوفیلوس، پسرش میخائیل سوم ( حکومت:  ۸۴۲–۸۶۷ ) به تخت سلطنت نشست. از آنجایی که او تنها دو سال داشت، یک شورای نیابت سلطنت به ریاست تئودورا تشکیل شد. بارداس و برادرش پتروناس، و همچنین خویشاوندشان سرگیوس نیکتیاتس ، نیز عضو آن بودند، اما تئوکتیستوسِ لوگوتِت بود که به سرعت خود را به عنوان مشاور ارشد تئودورا تثبیت کرد.  بارداس هنوز در روزهای اولیه نیابت سلطنت نقش فعالی داشت و تئودورا را تشویق کرد تا شمایل‌شکنی را برای همیشه کنار بگذارد و در تحقیقاتی که منجر به برکناری پاتریارک طرفدار شمایل‌شکنی، جان گرامری، و احیای احترام به شمایل‌ها در سال 843 شد، شرکت کرد.  با این حال، بارداس به سرعت توسط تئوکتیستوس کنار گذاشته شد. به گفته سیمئون لوگوتت ، تئوکتیستوس بارداس را به خاطر فرارهایی که منجر به شکست بیزانس در نبرد مائوروپوتاموس علیه عباسیان در سال 844 شد، سرزنش کرد، حتی اگر خود لوگوتت رهبری ارتش بیزانس را بر عهده داشت. در نتیجه این اتهامات، بارداس برای مدت نامعلومی از قسطنطنیه تبعید شد. 
پس از تبعید بارداس و مرگ سرگیوس، تئوکتیستوس به مدت یک دهه در کنار تئودورا حکومت کرد.  در سال 855، میخائیل سوم پانزده ساله شد و بنابراین ظاهراً به سن قانونی رسید. مادرش و تئوکتیستوس یک نمایش عروس ترتیب دادند و اودوکیا دکاپولیتسا را به عنوان عروس او انتخاب کردند و دلبستگی میخائیل به معشوقه‌اش، اودوکیا اینگرینا، را نادیده گرفتند .  بارداس از رنجش میخائیل به خاطر رفتار متکبرانه‌ای که با او می‌شد، استفاده کرد و شروع به تحریک او علیه نایب‌السلطنه کرد. با حمایت میخائیل، بارداس اجازه بازگشت به پایتخت را یافت و در 20 نوامبر 855، تئوکتیستوس به قتل رسید.  این احتمالاً به دستور امپراتور انجام شد، زیرا گفته می‌شود بارداس طرفدار برکناری "ظریف‌تر" رقیب خود بود. 

### صعود و سقوط
با مرگ تئوکتیستوس، دوره نیابت سلطنت به پایان رسید؛ در اوایل سال ۸۵۶، میخائیل اعلام کرد که تمام قدرت امپراتوری را به دست گرفته است و در سال ۸۵۷ تئودورا مجبور شد به صومعه گاستریا برود . با این وجود، از آنجایی که میخائیل بیشتر به خوشگذرانی‌های خود و ادامه رابطه‌اش با اودوکیا اینگرینا علاقه‌مند بود، بارداس اکنون نایب‌السلطنه امپراتوری شد . [  حدود سال  ۸۵۸ او به بالاترین مناصب دولتی ( magistros and chartoularios tou kanikleiou ) ارتقا یافت و پس از آن به مقام kouropalates ارتقا یافت - طبق گفته سیمئون لوگوتت، این اتفاق پس از یک سوء قصد نافرجام که توسط تئودورا طراحی شده بود، رخ داد - و سرانجام، در چهارشنبه مقدس (۲۲ آوریل ۸۶۲)، به مقام سزار رسید .  تسلط بارداس توسط منابع غیر بیزانسی تأیید شده است: طبری ثبت کرده است که فرستادگان عرب به جای امپراتور با بارداس مذاکره می‌کردند، و بار عبری می‌نویسد که در طول ملاقات با یک سفیر عرب، میخائیل حتی یک کلمه هم نگفت و "پسرعمویش" (به احتمال زیاد بارداس) از طرف او صحبت می‌کرد.  پتروناس نیز در همان زمان از گمنامی بیرون آمد و به استراتژیست‌های تراکیه تبدیل شد و مجموعه‌ای از حملات موفق علیه اعراب را رهبری کرد . 
اگرچه منابع بعدی از شخصیت او انتقاد می‌کنند و او را مغرور، حریص و قدرت‌طلب توصیف می‌کنند، اما توانایی‌های او به عنوان یک مدیر به طور گسترده مورد تأیید قرار گرفته است.  بنابراین بارداس مدرسه مگناورا را با کرسی‌هایی برای فلسفه، دستور زبان، نجوم و ریاضیات تأسیس کرد، از دانشمندانی مانند لئو ریاضیدان حمایت کرد و فعالیت‌های تبلیغی سیریل و متدیوس را به موراویای بزرگ ارتقا داد . او همچنین در شرق موفقیت‌های متعددی در برابر اعراب به دست آورد که اوج آن نبرد سرنوشت‌ساز لالاکائون در سال 863 بود و مسیحی شدن بلغارستان توسط مبلغان بیزانسی را تقویت کرد.  پاتریای قسطنطنیه نیز او را به خاطر فعالیت‌های ساختمانی‌اش ستایش می‌کند، اما گذشته از کلیسایی که به سنت دیمیتریوس در خارج از خود شهر اختصاص داده شده است، بیشتر ساختمان‌های منسوب به او احتمالاً کار باسیل اول مقدونی ( حکومت  867-886 ) بوده است. 
در سال ۸۵۸، بارداس، ایگناتیوس، اسقف اعظم را عزل کرد و فوتیوس ، فردی تحصیل‌کرده اما غیر روحانی، را به جای او منصوب کرد. وقایع‌نگاری‌های بعدی گزارش می‌دهند که ایگناتیوس، بارداس را از مراسم عشای ربانی محروم کرده بود ، زیرا او با یکی از عروس‌هایش رابطه نامشروع داشت، اما دلیل واقعی عزل ایگناتیوس احتمالاً امتناع سرسختانه پاتریارک از تن دادن به ملکه تئودورا برخلاف میل او، همانطور که بارداس خواسته بود، بود.  با این حال، ترفیع نامنظم فوتیوس، پاپ نیکلاس اول را از خود بیگانه کرد و او از به رسمیت شناختن آن خودداری کرد. همراه با رقابت بین روم و قسطنطنیه بر سر فعالیت‌های تبلیغی و صلاحیت آنها بر موراویا و بلغارستان، روابط با دستگاه پاپ همچنان پرتنش بود. 
با وجود اقتدار زیادش، کنترل بارداس بر برادرزاده‌اش مطلق نبود: پس از اینکه او توانست او را متقاعد کند که پیشکار قدیمی‌اش ( parakoimomenos )، دامیان ، را برکنار کند ، میخائیل نه یکی از شاگردان خود بارداس، بلکه همراه مورد علاقه‌اش، باسیل مقدونی بی‌رحم و جاه‌طلب را به این سمت منصوب کرد.  موقعیت خود بارداس در اوایل سال 866، زمانی که میخائیل فهمید که اودوکیا اینگرینا باردار لئو ششم آینده است، بیشتر تضعیف شد : تا آن زمان، اگر اتفاقی برای امپراتور می‌افتاد، بارداس جانشین تاج و تخت می‌شد، اما اکنون میخائیل وارث مستقیمی داشت. با این حال، میخائیل به جای طلاق دادن همسرش و ازدواج با معشوقه دیرینه‌اش، اینگرینا را به عقد باسیل درآورد که او ابتدا همسر خود را طلاق داد.  در بهار همان سال، بارداس شروع به جمع‌آوری یک لشکرکشی بزرگ علیه دژ ساراسن کرت کرد . بارداس به همراه میخائیل، باسیل و درباریان به سمت میلتوس ، جایی که ارتش در حال تجمع بود، حرکت کرد. در آنجا، در 21 آوریل 866، او توسط باسیل، ظاهراً به جرم توطئه علیه امپراتور، به قتل رسید. 
این لشکرکشی متوقف شد و میخائیل و باسیل به قسطنطنیه بازگشتند، جایی که میخائیل دوست خود را به فرزندی پذیرفت و او را به عنوان امپراتور مشترک برگزید. در سپتامبر ۸۶۷، باسیل میخائیل سوم را نیز ترور کرد و به سلسله آموریان پایان داد و دوره مقدونی تاریخ بیزانس را آغاز کرد. 

### خانواده
بارداس دو بار ازدواج کرد. از همسر اول ناشناخته‌اش که باید قبل از سال ۸۵۵ فوت کرده باشد، پسری به نام آنتیگونوس، دختری به نام ایرنه، پسری بی‌نام و دختر دیگری داشت که با لوگوتت سیمباتیوس ازدواج کرد (اگرچه ممکن است با ایرنه یکسان باشد).  حدود سال ۸۵۵، بارداس برای بار دوم ازدواج کرد، اما در سال ۸۶۲ از این همسر، به نام تئودوسیا، طلاق گرفت.  از پسران بارداس، آنتیگونوس در کودکی به عنوان مسئول مدارس منصوب شد و در زمان قتل پدرش نیز این سمت را بر عهده داشت،  در حالی که اطلاعات کمی در مورد پسر دیگر وجود دارد، جز اینکه در سال ۸۵۸ دست معشوقه پدرش را که بارداس برای ازدواج با تئودوسیا از او جدا شده بود، به او داده شد و به عنوان مونواستراتگوس ("تک‌سرلشکر") از تم‌های اروپایی امپراتوری منصوب شد.  دختر دوم بارداس با پاتریکیوس و لوگوتیت سیمباتیوس ازدواج کرد. سیمباتیوس در توطئه ترور بارداس شرکت کرد، به این امید که جانشین او شود. او هنگامی که باسیل به عنوان امپراتور مشترک انتخاب شد، شورش کرد، اما شکست خورد، مثله شد و تبعید شد. 